# Écailles de Lune
Écailles de lune — второй студийный альбом французской блэкгейз-группы Alcest, выпущенный 26 марта 2010 года на лейбле Prophecy Productions. Это первый альбом Alcest с Винтерхальтером на ударных. Хотя альбом продолжает направление, начатое в первом альбоме Souvenirs d’un autre monde, Écailles de lune знаменует более тёмный и громкий переход к шугейзу, а также возвращение к блэк-металлическим истокам группы, поскольку в нём звучит скриминг, как на втором релизе Le Secret. Песня «Abysses» была полностью написана и исполнена Фурси Тейсье из Les Discrets, который также создал оформление альбома.

## Концепция
Лидер группы Alcest Neige сказал о концепции альбома: «Эта история на самом деле не является метафорой смерти, как может показаться. Для меня она о человеке, который решает уйти из одного мира в другой, в буквальном смысле. Как переход в другую реальность, в другое состояние существования… В этот раз меня особенно вдохновил морской берег, энергия и экзальтация, которую можно почувствовать, сидя ночью перед морем. Оно кажется ужасно завораживающим, полным тайн и пугающим одновременно». «Solar Song» исполняется на выдуманном языке, а «Sur l’océan couleur de fer» — это музыкальная версия стихотворения Поля-Жана Туле.

## Продвижение
19 декабря 2020 года группа в парижском Bataclan отыграла концерт, посвящённый десятилетнему юбилею выхода альбома. На нём Alcest целиком исполнили альбом вживую.

## Отзывы критиков
Альбом получил положительные отзывы от музыкальных критиков.
Écailles De Lune стал лучшим пост-метал-альбомом 2010 года и занял 5 место в списке «20 лучших альбомов 2010 года» по версии портала Metal Storm.

## Список композиций
| №                   | Название                     | Длительность |
| ------------------- | ---------------------------- | ------------ |
| 1.                  | «Écailles de lune – Part 1»  | 9:52         |
| 2.                  | «Écailles de lune – Part 2»  | 9:48         |
| 3.                  | «Percées de lumière»         | 6:37         |
| 4.                  | «Abysses» (инструментал)     | 1:40         |
| 5.                  | «Solar Song»                 | 5:24         |
| 6.                  | «Sur l'océan couleur de fer» | 8:18         |
| Общая длительность: | Общая длительность:          | 41:39        |

| №  | Название                  | Длительность |
| -- | ------------------------- | ------------ |
| 7. | «Circe Poisoning the Sea» | 3:03         |

## Участники записи
Alcest
- Neige — вокал, гитара, бас, клавишные
- Winterhalter — ударные

Приглашённые музыканты
- Fursy Teyssier — все инструменты («Abysses»), обложка

Технический персонал
- Markus Stock — запись
- Neb Xort — сведение, мастеринг
- Martin Koller — продюсирование